# 岐阜県民の歌
「岐阜県民の歌」（ぎふけんみんのうた）は日本の都道府県の一つ、岐阜県が1955年（昭和30年）に制定した県民歌である。作詞・永縄半助、作曲/編曲・服部正。

## 解説
郷土意識の高揚を目的として1954年（昭和29年）9月より歌詞の公募を実施し1447編の応募作を選考した結果、12月18日に羽栗中学校（現在の岐南町立岐南中学校）教頭・永縄半助の応募作が入選、愛知県挙母市（現在の豊田市）の旧制挙母中学校（現在の愛知県立豊田西高等学校）元校長・池田豊穂の応募作が佳作一席として発表された。発表時の表題は両曲とも「岐阜県民の歌」であったが、後者は翌1955年（昭和30年）の完成時に「岐阜の児」（ぎふのこ）へ改題されている。作曲は県の依頼で服部正が「岐阜県民の歌」、團伊玖磨が「岐阜の児」をそれぞれ手掛け2月15日に完成、4月1日付で制定された。制定に伴い、ビクターレコード（現在のJVCケンウッド・ビクターエンタテインメント）がA面に三浦洸一と柴玲子が歌唱する「岐阜県民の歌」、B面に渡辺はま子と藤井典明らが歌唱する「岐阜の児」を吹き込んだSPレコードを製造している。
「岐阜県民の歌」は創唱盤のA面で「岐阜県制定」と明記されているものの1970年代前半までは「非公式」の扱いとされていたらしく、古い資料では県民歌を「未制定」として参考扱いで「岐阜県民の歌」を紹介するものや、歌詞と楽譜を掲載しながらも「県歌としては取り扱われていません」と注釈を添えるものが見られる。また、B面曲の「岐阜の児」もレコード盤で「岐阜県制定」と明記されているが、吹き込み以後の演奏や県発行物での紹介は確認されていない。
現在では1番の「木の国　山の国」というフレーズが県内で特に知られている。歌唱はビクターの創唱盤よりも1965年（昭和40年）の岐阜国体に合わせて収録された友竹正則と中野慶子によるキングレコード製造の「岐阜国体賛歌」（作詞：永味敬弘、作曲：中田喜直）にB面曲として収録されたカバーの方が有名で、2006年（平成18年）に県広報課が第57回全国植樹祭のテーマソングとして「岐阜県民の歌」を選定し、認知度向上のためCD化した際にもこの音源が使用されている。2000年代後半には県の普及活動により県立高校の在校生や岐阜県交響楽団の演奏で新録が行われている。2012年（平成24年）に開催されたぎふ清流国体の開会式でも演奏された。岐阜県も出資する県域民放・ぎふチャンのラジオでは高校生による合唱を放送開始告知のBGMとして毎朝流している。